# جورج إتش ريتشموند
جورج إتش ريتشموند (بالإنجليزية: George H. Richmond)‏ هو رسام أمريكي، ولد في 1944، وتوفي في 2004.